# آسیاب چین روزه
آسیاب چین روزه مربوط به دوره حکومت ساسانیان است در شهرستان اندیمشک بخش الوار گرمسیری دهستان مازوروستای چین روزه واقع شده که ثبت ملی گردیده در تاریخ ۱۵ اسفند ۱۳۸۵ است.ثبت ملی به شماره 17887
- ایران
- سازمان میراث فرهنگی، صنایع دستی و گردشگری